# Nawojowa (Natura 2000)
Nawojowa (kod PLH120035) – specjalny obszar ochrony siedlisk sieci Natura 2000, zlokalizowany na terenie województwa małopolskiego.
Obszar obejmuje powierzchnię 2003,52 ha. Teren wyznaczony został w celu długotrwałego zabezpieczenia naturalnych siedlisk życia oraz populacji zagrożonych wymarciem gatunków zwierząt (z wyłączeniem ptaków) takich jak: 
kumak górski Bombina variegata,
nocek duży Myotis myotis,
nocek orzęsiony Myotis emarginatus,
podkowiec mały Rhinolophus hipposideros,
oraz traszka karpacka Triturus montandoni.

## Siedliska pod ochroną
- pionierska roślinność na kamieńcach górskich potoków
- zarośla wierzby siwej na kamieńcach i żwirowiskach górskich potoków (Salici Myricarietum, część – z przewagą wierzby)
- kwaśne buczyny (Luzulo-Fagetum)
- żyzne buczyny (Dentario glandulosae Fagenion, Galio odorati-Fagenion)
- łęgi wierzbowe, topolowe, olszowe i jesionowe (Salicetum albo-fragilis, Populetum albae,Alnenion glutinoso-incanae) i olsy źródliskowe